# Neuenkirchen (Landa)
Neuenkirchen è un comune di 5.710 abitanti della Bassa Sassonia, in Germania.
Appartiene al circondario della Landa.
Il territorio comunale comprende anche le frazioni di Behningen, Brochdorf, Delmsen, Gilmerdingen, Grauen, Ilhorn, Schwalingen, Sprengel e Tewel.